# Thompsonville, Connecticut
Thompsonville är en ort (CDP) i Hartford County, i delstaten Connecticut, USA. Enligt United States Census Bureau har orten en folkmängd på 8 577 invånare (2010) och en landarea på 5,3 km².